# Highway 407 (métro de Toronto)
Highway 407 est une station de la ligne 1 Yonge-University du métro, de la ville de Toronto en Ontario au Canada.

## Situation sur le réseau
Établie en souterrain, la station Highway 407 de la ligne 1 Yonge-University, est la dernière station avant le terminus Vaughan Metropolitan Centre, elle est précédée par la station Pioneer Village, en direction du terminus Finch.

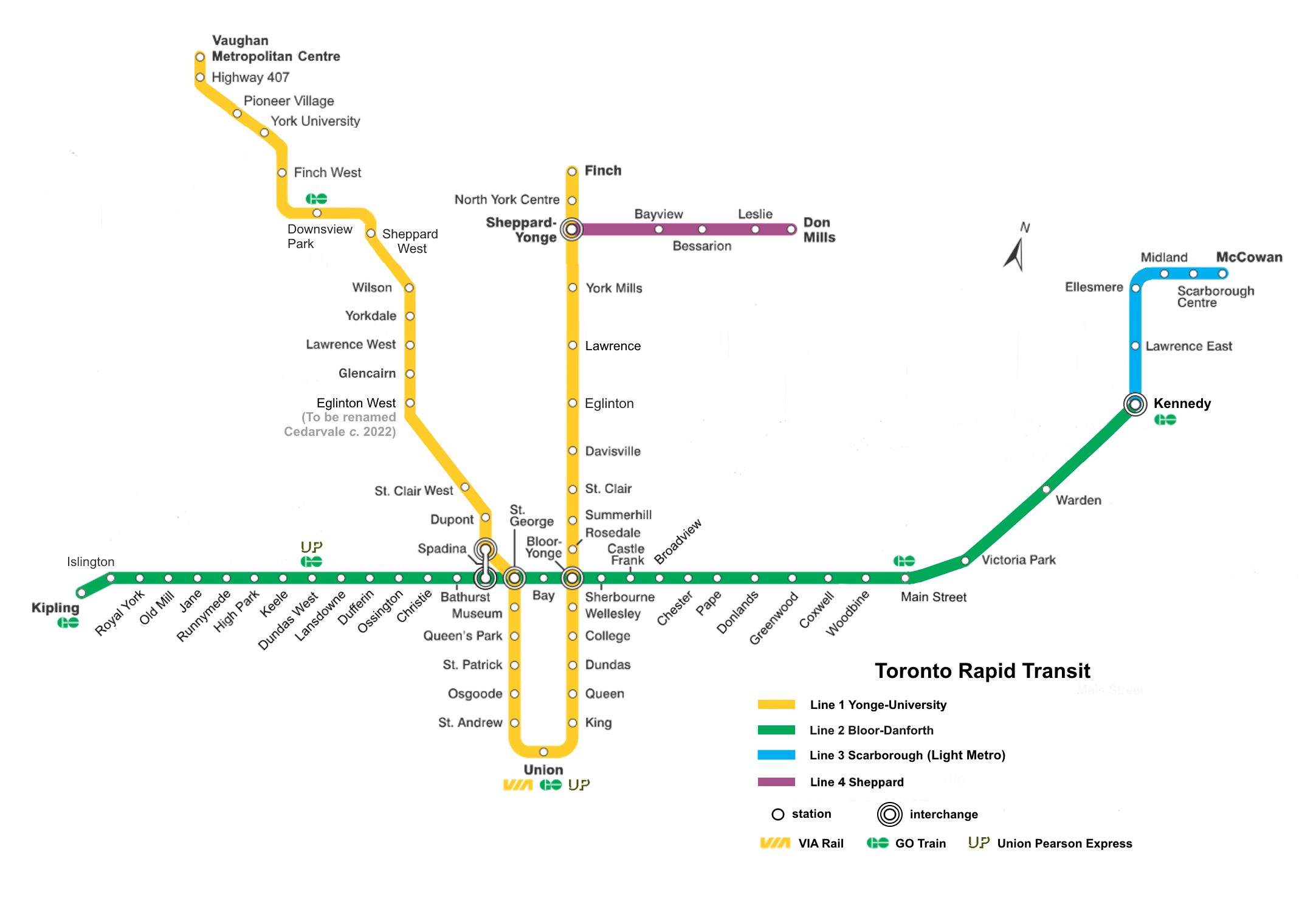
Plan du métro de Toronto (2018).

## Histoire
La station Highway 407 est mise en service le dimanche 17 décembre 2017 lors de l'ouverture à l'exploitation des 8,6 km du prolongement et des six nouvelles stations de la ligne 1 Yonge-University. La station est située « à l'ouest de la rue Jane et au sud de l'autoroute 407, à l'ouest de Black Creek. ». Elle est organisée pour être un lieu d'échanges multimodal, avec un terminal de bus (GO/YRT/Viva) et un parking de 583 places. Accessible aux personnes à la mobilité réduite, elle dispose d'ascenseurs et d'escaliers mécaniques.